# Fly All Ways

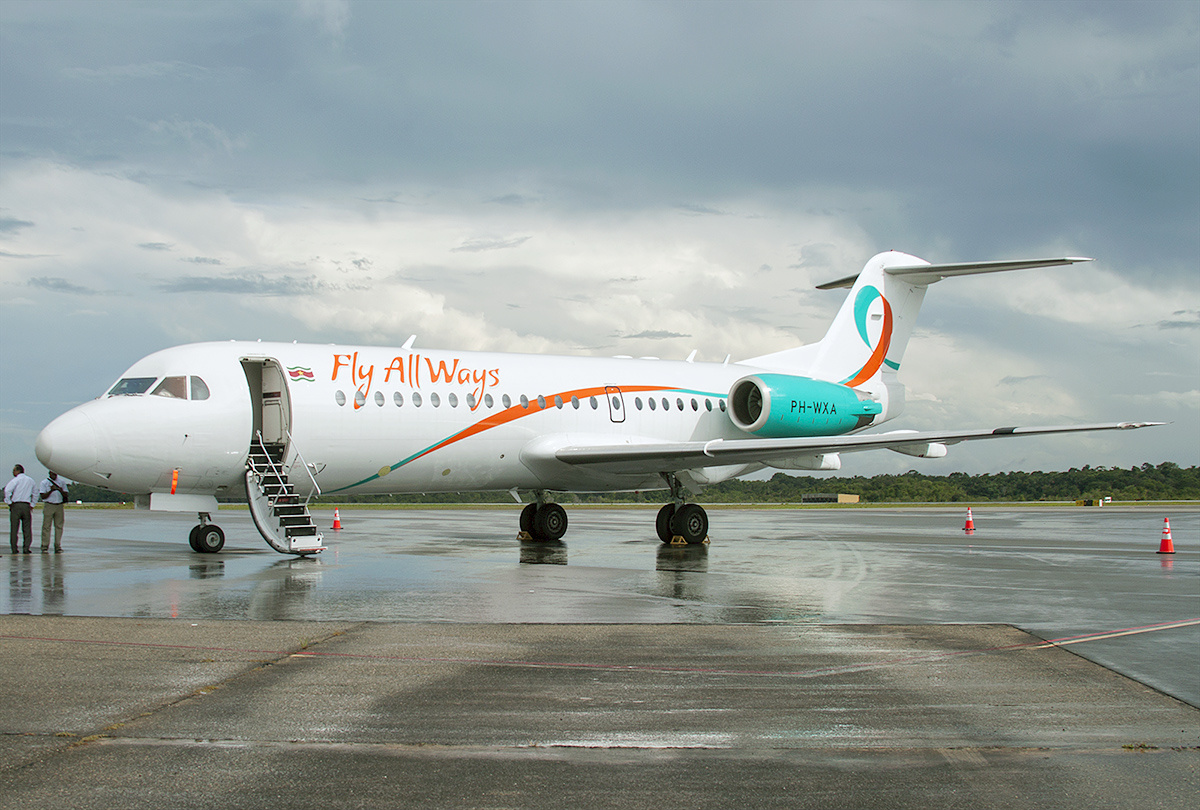
Fokker 70 авиакомпании Fly All Ways

Fly All Ways — суринамская авиакомпания. Штаб-квартира авиакомпании располагается в Парамарибо — столице страны.

## История
Компания была основана в 2012 году, но только в 2014 получила первый самолёт, и лишь в 2016 прошла сертификацию и приступила к выполнению рейсов. Одним из основателей Fly All Ways был владелец другой суринамской авиакомпании Blue Wing Airlines, Амичанд Джаув.
Первый рейс был выполнен в январе 2016 года в бразильский штат Мараньян.

## Маршрутная сеть
Авиакомпания выполняет рейсы в Бразилию, Гайану, Кюрасао, Доминиканскую Республику, Тринидад и Тобаго, Кубу и Колумбию.
В конце 2019 года Fly All Ways расширила свою маршрутную сеть на Кубе, начав выполнять рейсы в Камагуэй, в дополнение к Гаване и Сантьяго-де-Куба, а также открыла маршрут Парамарибо — Порт-оф-Спейн — Порт-о-Пренс
В 2023 году Fly All Ways подала заявку, чтобы получить разрешение на выполнение регулярных рейсов между Суринамом и США. Разрешение на выполнение чартерных рейсов было получено в 2021 году.

## Флот

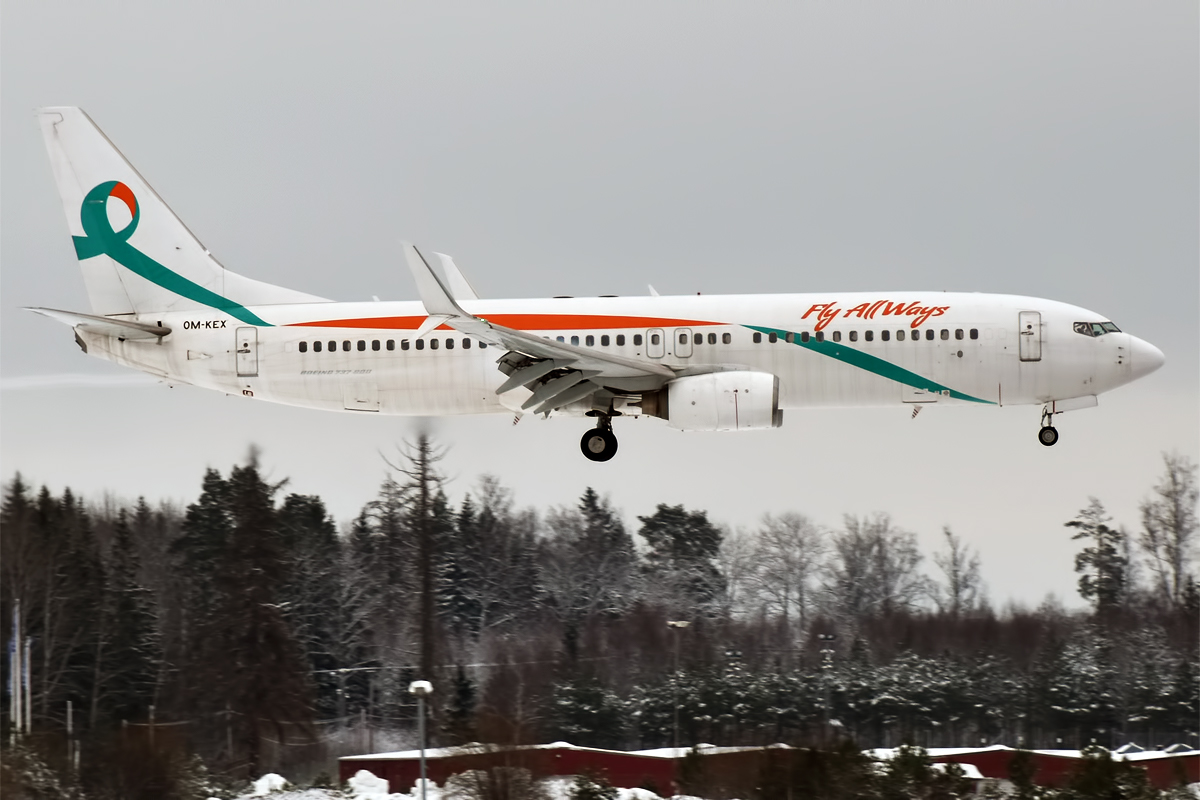
Boeing 737-800 авиакомпании Fly All Ways, Стокгольм, 2021 год

Флот авиакомпании состоит из трёх самолётов Fokker 70. Первый из них авиакомпания получила в конце 2014 года.
Так же авиакомпания выполняла рейсы на Boeing 737, который они брали в лизинг